# Розмова з Оскаром Вайлдом (скульптура)
Розмова з Оскаром Вайлдом (англ. A Conversation with Oscar Wilde) — вулична скульптура Маґґі Гамблінґ у центрі Лондона, присвячена ірландському письменнику Оскару Вайлду. Відкрита 1998 року, зроблена у формі зеленого гранітного саркофага, схожого на лавку, з бронзовим бюстом Вайлда з сигаретою в руці у верхній частині.

## Створення і відкриття
Перші пропозиції щодо створення меморіалу з'явилися у 1980-х початку 1990-х років від любителів творчості Оскара Вайлда, серед яких був, зокрема, Дерек Джармен. Після смерті Джармена у 1994 році засновано комітет під назвою «Скульптура Оскара Вайлда», щоб розпочати процес створення скульптури, щоб вшанувати пам'ять письменника. На чолі комітету стояв Джеремі Айзекс, але також до нього входили актори Джуді Денч та Ієн Маккеллен, і ірландський поет Шеймас Гіні.
Загалом, дванадцять майстрів запропонували свої ескізи, і лише шістьох з них вибрати для створення макету їхньої ідеї. Переможцем стала Маґґі Гамблінґ з її «розумною і цікавою» концепцією. На скульптурі зроблено напис з цитатою з п'єси «Віяло леді Віндермір»: «Ми всі в канаві, але хтось з нас продовжує дивитися на зірки». Кошти на створення проєкту надали сотні жертводавців та фондів.
Скульптура знаходиться у центральному Лондоні між Трафальгар-сквер і станцією Чарінг-кросс, за церквою Сент-Мартін-ін-зе-Філдс. Відкриття відбулося 30 листопада 1998 року.